# Rukija Kučiki
Rukija Kučiki (朽木 ルキア ) je izmišljeni lik iz anime i manga serijala BLEACH koju je stvorio Taito Kubo. U seriji, Rukija je Šinigami (死神, Death God) u 13. Diviziji čiji je kapetan Juširo Ukitake (Jūshirō Ukitake). Šinigami predstavlja japansku personifikaciju smrti. Kratko nakon upoznavanja glavnog lika iz serije, Ičiga Kurosakija, koji može da vidi natprirodna bića poput Šinigamija, primorana je da mu podari svoje moći kako bi ispunila svoju dužnost kao Šinigami. Rukija se pojavljivala u nekoliko drugih oblasti vezanih za BLEACH seriju, uključujući četiri filma, dve originalne video animacije i nekoliko video-igrica.
Rukija je jedan od prvih likova iz serije koju je Kubo izmislio, sa izgledom za koji je odlučio da iskoristi za sve Šinigamije. Reakcije na Rukijin lik su uglavnom pozitivne. Njene razlike u odnosu na tipične shōnen heroine su hvaljene, kao i njena interakcija sa ostalim likovima. Rukija je obično na drugom mestu po popularnosti u ovom serijalu, na listi časopisa Weekly Shōnen Jump. Po Rukijinom liku napravljeno je i nekoliko igračaka, uključujući plišanu lutku i akcionu figuricu.

## Literatura
- Kubo, Tite (2008). Bleach, Volume 24. Viz Media. стр. 186. ISBN 978-1-4215-1603-5.